# Рогозна (притока Грону)
Рогозна (словац. Rohozná) — річка в Словаччині, ліва притока Грону, протікає в окрузі Брезно.
Довжина — 20,6 км.
Бере початок в масиві Вепорські гори на схилі гори Фабова Голя на висоті 1260 метрів. Протікає селами Погронська Полгора і Міхалова.
Впадає у Грон біля міста Брезно на висоті 501 метр.